# Chaourse
Chaourse je francouzská obec v departementu Aisne v regionu Hauts-de-France. V roce 2013 zde žilo 525 obyvatel. Leží přibližně 31 kilometrů severovýchodně od Laonu, hlavního města stejnojmenného arrondissementu, do něhož Chaourse patřilo do 31. prosince 2016, a 31 kilometrů na jihozápad od hranic s Belgií. Od 1. ledna 2017 je součástí arrondissementu Vervins, jehož centrum Vervins se nachází 15 kilometrů na severozápad od obce. Asi 45 km jižně od Chaourse je město Remeš.
Dominantou Chaourse je gotický kostel svatého Martina z 13. století. Je začleněn do seznamu památek Monument historique. Z Chaourse také pochází galskořímský poklad objevený v roce 1883, který je vystaven v Britském muzeu v Londýně. Obcí protéká řeka Serre.

## Historie
Přes Chaourse vedla kdysi jedna z hlavních římských silnic, která vedla z Remeše do Bavay (tehdy významný obchodní a transportní uzel), a zde překonávala řeku Serre.
Roku 867 svěřil Karel II. Holý obec mnichům z opatství v Saint-Denis. V roce 1365 bylo vydáno povolení opevnit kostel v obci, aby se místní mohli účinně bránit nájezdům lupičů, kteří se v oblasti objevili po stoleté válce.
Do konce roku 2016 patřila obec do arrondissementu Laon, avšak toto bylo k 1. lednu 2017 změněno, od té doby je součástí arrondissementu Vervins.

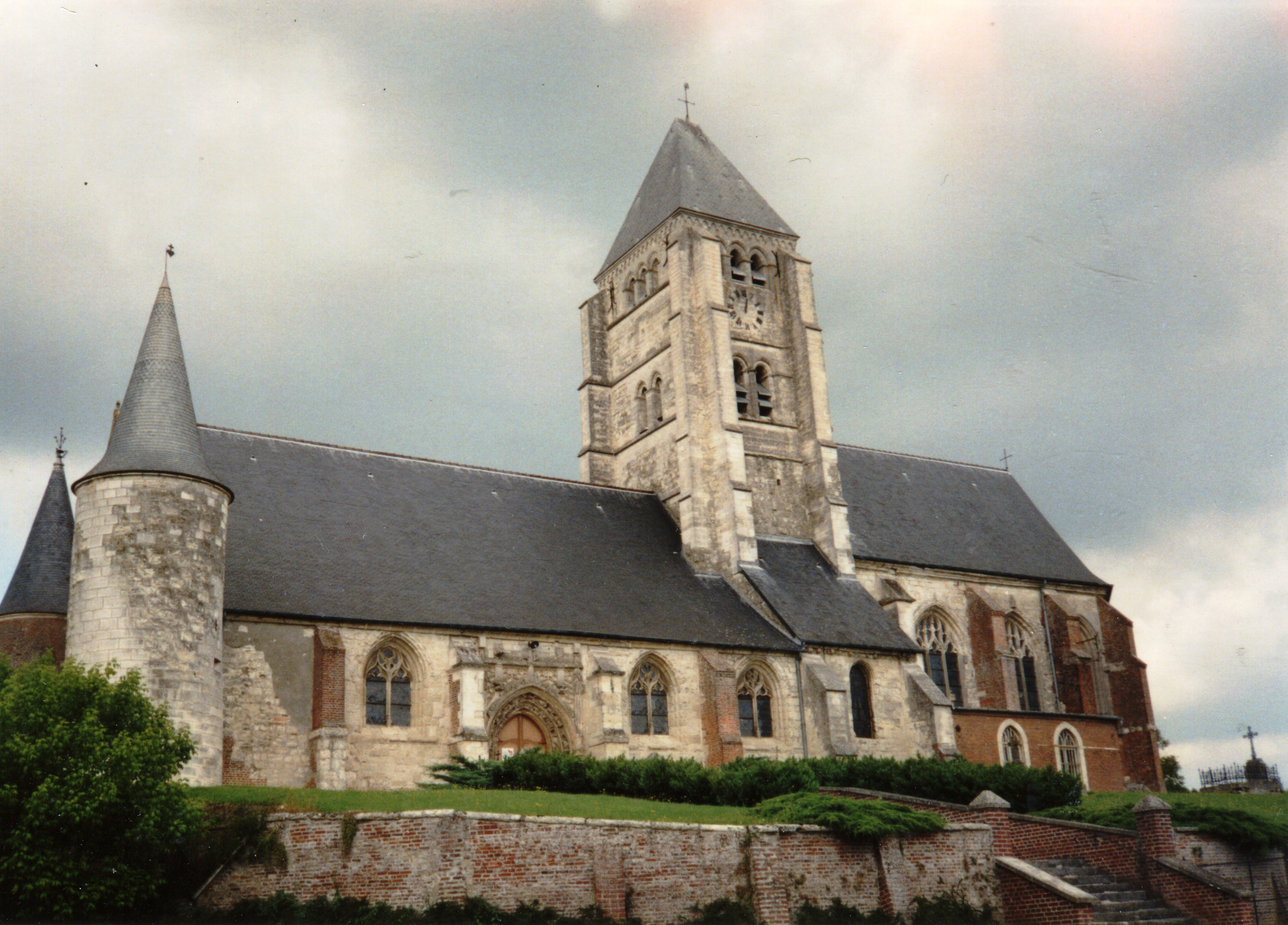
Opevněný kostel svatého Martina v Chaourse

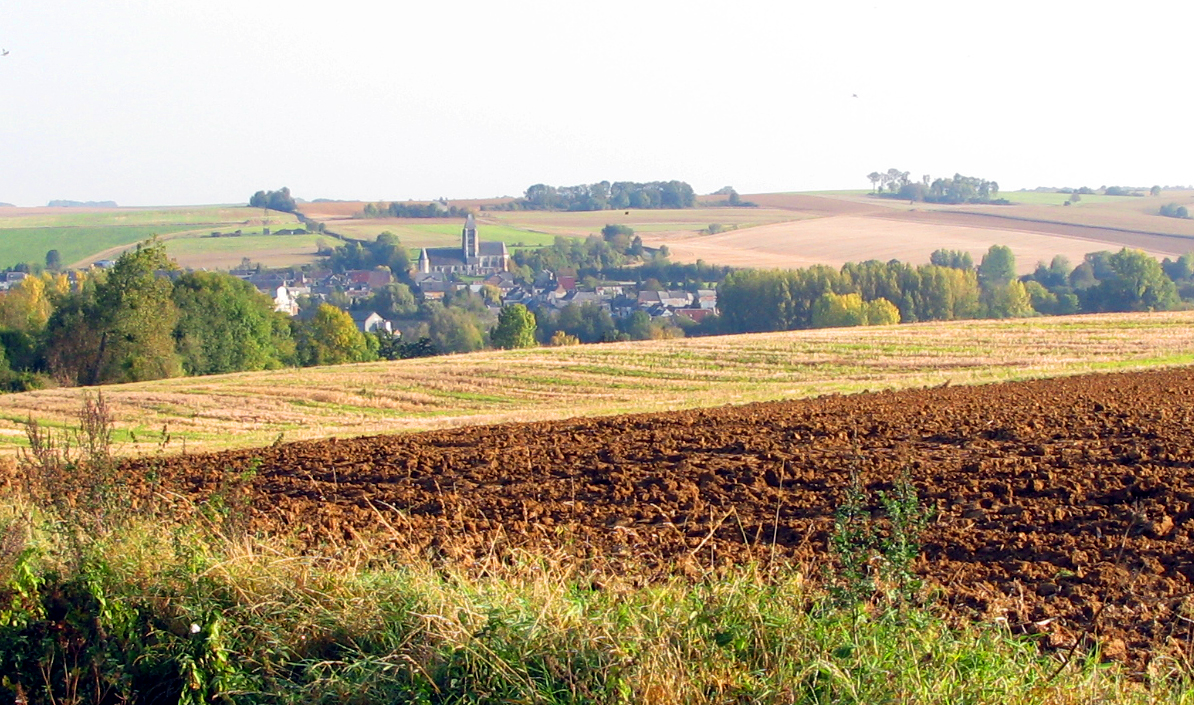
Pohled na Chaourse ze silnice D946, západně od Montcornetu

## Poloha
Sousední obce jsou Vigneux-Hocquet na severozápadě a severu, Renneval na severovýchodě, Vincy-Reuil-et-Magny na severovýchodě a východě, Montcornet na východě a jihovýchodě, La Ville-aux-Bois-lès-Dizy jihu, Clermont-les-Fermes na jihozápadě, Montigny-le-Franc na západě a Agnicourt-et-Séchelles na severozápadě.

## Vývoj počtu obyvatel
Počet obyvatel